# Nicefor al II-lea Focas
Nicefor al II-lea Focas (sau Nichifor II Phocas), (n. 912 d.Hr., Cappadocia, Regiunea Anatolia Centrală, Turcia – d. decembrie 969 d.Hr., Constantinopol, Imperiul Roman de Răsărit) a fost un împărat bizantin din dinastia macedoneană. A domnit între anii 963-969.
Nicefor Phokas s-a remarcat mai întâi ca un strălucit general, obținând câteva victorii. Astfel, în cursul verii anului 960, Phokas ataca Creta (insulă) în fruntea unei flote importante. După un asediu extrem de dur și prelungit pe parcursul întregii ierni, trupele sale ocupau, în martie 961, Chandax (Candia), capitala insulei. Creta trecea din nou sub stăpânirea bizantină, după ce aproape un secol și jumătate aparținuse arabilor și constituise cel mai important punct de sprijin al puterii lor maritime în bazinul oriental al Mediteranei. După secole întregi, Bizanțul repurta o victorie decisivă.
După o primire triumfătoare la Constantinopol, Phokas se va remarca în lupta cu Saif ad Daulah în Asia. Aici ofensiva va fi încununată de un și mai mare succes. Vor cădea pe rând Azarba în Cilicia, Germaniceea atât de disputată, Raban și Duluk în decembrie 962, Alepul capitala lui Saif ad Daulah, era ocupată după un asediu dificil.
Pe plan intern abandonează susținerea acordată țăranilor datorită nevoii de stratioți greu înarmați.
În plan social încearcă să oprească dezvoltarea marilor proprietăți ecleziastice. Astfel legea din 964 permite doar donații în bani către lăcașurile sfinte existente.
Pe plan militar, înainte de a fi împărat, recucerește insula Creta (961), pătrunde în Siria de Nord și stăpânește pentru scurt timp orașul Alep. După ce ajunge împărat relansează campaniile sale militare, redobândind Cilicia (965) și înaintează în Siria, unde în 969 cucerește Antiohia și Alepul, emirul acestuia fiind vasalizat și supus plății tributului. A fost supranumit „spaima de moarte a sarazinilor”.

## Ocuparea tronului imperial
La 15 martie 963, Roman al II lea avea să moară, lucru ce va crea o oarecare agitație în jurul puterii. Împărăteasa Theophano avea doar 22 de ani rămânând singură cu 4 copii (2 băieți și 2 fete). Fără întârziere, luă regența în numele celor doi porfirogeneți, Vasile care avea atunci 5 ani și Constantin care avea 2 ani; dar situația era peste măsură de grea pentru o femeie și mai ales pentru o femeie ambițioasă.Lângă ea se găsea un ministru atotputernic, parakimomenul Iosif Bringas, care guvernase în mod despotic afacerile sub domnia lui Roman și care putea fi ispitit să înlăture pe regentă pentru a deține singur puterea în timpul lungii minorități a micilor basilei. În fața ei, în fruntea armatei din Asia, ea întâlnea un general victorios cu 30 de ani mai mare ca ea și de ale cărui ambiții putea să se teamă cu drept cuvânt, pe șeful gărzilor Nichifor Phokas
Nichipfor Phokas era artizanul victoriilor strălucite obținute în timpul domniei lui Roman al II-lea. Nichiphor avea în 963, 51 de ani. Era mic destul de gras, avea un trunchi robust, așezat pe niște picioare cam scurte și pe deasupra un cap puternic cu chipul întunecat și ars de soare, încadrat de un păr lung și negru; avea nasul încovoiat, barba scurta și căruntă; sub sprâncene groase, ochi negri cu privirea gânditoare și întunecată. Liutprand, episcopul din Cremona, care a venit ca ambasador la curtea lui, a spus despre el că era de o urâțenie rară, negru la pile ca un arap, că ar speria pe oricine l-ar întâlni noaptea Pe lângă acestea era un om sever și aspru, melancolic ca temperament și tăcut. După ce-și pierduse soția și un accident nenorocit îi răpise unicul fiu, se aruncase cu un zel pasionat în credință. Jurase că va trăi în castitate, nu mai mânca carne, se culca pe un pat tare, ca un ascet, înfășurat în haina aspră a unchiului său Maleinos, un călugăr mort ca un sfânt; se simțea bine în tovărășia călugărilor. Luase drept confesor pe Athanasie, fondatorul celei mai vechi mânăstiri de pe muntele Athos și neputându-se lipsi de sfaturile lui îl lua cu el până în tabără. În tovărășia acestui om sfânt, era cuprins ca și el de nostalgia mânăstirii și se gândea foarte serios să părăsească lumea. Chiar pusese să i se clădească o chilie în mânăstirea pe care Athanase o zidea pe Sfântul Munte.
Având în mână trupe credincioase și victorioase, Nichiphor Phokas, în criza deschisă de moartea lui Roman al II-lea, putea să îndrăznească orice și ispita era cu atât mai mare cu cât interesele siguranței sale păreau sa-i ceară o răscoală. Generalul știa că Bringas îl ura și că trebuie să se teamă din partea ministrului atotputernic. Totuși, la început el nu mișcase, ca un soldat credincios și loial, preocupat mai ales să ducă mai departe războiul împotriva necredincioșilor. Și dacă se hotărî în sfârșit să ia o atitudine, aceea care-l făcu mai ales să acționeze fu Theophano. 
În istoria legăturilor dintre Nichiphor Phokas și frumoasa împărăteasă, trebuie să ne ferim cu grijă de a introduce prea multe elemente romantice. E sigur că între șeful gărzilor și bassilisă n-a existat nimic pe când trăia Roman al II-lea, nici simpatie, nici intrigă. Dar după moartea soțului său, în mijlocul primejdiilor numeroase care o amenințau. regenta înțelese repede ca acest general reprezenta o forță și că ar putea să se servească de el pentru a neutraliza pe Bringas.
Ea înțelese că trebuia pentru a-și asigura tronul, să câștige pe Nichiphor de partea sa și fără îndoială, femeie frumoasă și elegantă cum era, gândi că sarcina n-ar fi pre anevoioasă. Oricum, din inițiativa împărătesei și cu toată opoziția primului ministru, Phokas fu chemat în capitală și se pare că fără mare greutate el se lăsă atras de ochii frumoși ai prințesei și cucerit pentru scopurile ei. Nichiphor își mărturisi în curând dragostea și se declară gata la orice pentru a o merita. Nimic nu ne îndreptățește să credem că Theophano l-ar fi răsplătit: ea nu l-a iubit niciodată; dar simțea puterea de care dispunea și tot folosul pe care putea să-l tragă pentru interesele și ambiția sa. Din interese politice ea îi încurajă pasiunea, după cum mai târziu tot din interese politice, îl luă de bărbat.
Este interesant să adăugăm că în timpul șederii la Constantinopol, alte rațiuni nu mai puțin hotărâtoare veniseră să se adauge farmecelor Theophanei, pentru a-l scoate pe Nichiphor din nehotărârea sa. E vorba de ura lui Bringas Iosif. Desigur, primul ministru nu putuse refuza generalului un nou și strălucitor triumf. Dar popularitatea crescândă a lui Phokas îngrijora pe omul de stat care bănuia, se zice, intriga ce se lega între comandantul oștilor și regentă. Zadarnic se trudea Nichiphor, cu acea diplomație vicleană așa de scumpă bizantinilor, să adoarmă temerile parakimomenului; el declara cui voia să-l asculte că visul său cel mai scump era să intre în mânăstire. Dar Brigas nu se lăsa înșelat. El gândi că cel mai sigur mijloc de a scăpa de acest rival, era de a-i scoate ochii. Din fericire pentru Phokas, când fu chemat la palat sub un pretext oarecare, nu se duse sau primi la timp vreo înștiințare prietenească, el alergă să se refugieze în Biserica Mare și ceru protecția patriarhului. Polyeuct avea destule cusururi: era încăpățânat, neînduplecat, adeseori mărginit și cu vederi scurte, dar avea curaj, știa să vorbească deschis și nu-l iubea pe primul ministru. El alergă la Palatul Sacru, ceru să se convoace fără întârziere Senatul și se exprimă cu o sinceritate atât de hotărâtă, încât Nichiphor fu din nou întărit la comandament cu puteri extraordinare, cu toată reaua-voință a lui Bringas. Fără să întârzie comandantul părăsi orașul și plecă la cartierul său general din Cesareea; era stăpân pe situație.
În această luptă surdă de intrigi, Theophano nu apăruse de loc. Este totuși foarte probabil că ea își ajuta aliatul cu toată influența pe care o avea și sprijini cu toată puterea intervenția patriarhului Polyeuct. Tot astfel în evenimentele care urmau, atunci când în luna iulie 963 împrejurările îl siliră pe Phokas să se pronunțe, când tot mai mult amenințat de ura lui Bringas și temându-se pentru viața sa, cu toată sila, se lăsa proclamat basileu de către trupele sale și încălță cizmele de purpură în lagărul din Cesareea, când în sfârșit în august 963 el apăru în fata Constantinopolului și o revoluție populară, măturând pe Bringas și pe prietenii lui, deschise uzurpatorului porțile capitalei, Teophano nu jucă nici un rol pe față și părea că lasă să se împlinească destinul. Dar în realitate, dacă Nichiphor Pfokas devenise ambițios, dacă în urmă, cu toate ezitările și scrupulele, se hotărâse să îmbrace purpura, dragostea pe care i-o inspirase frumoasa împărăteasă avusese un mare rol în hotărârile sale. Și de asemenea, în zilele tragice din august 963, în timp ce mulțimea răsculată ca apucată de o nebunie furioasă ataca pe soldații ministrului și-i distrugea palatul, în timp ce patriarhul Polyeuct și fostul parakimomen Vasile conduceau pe față mișcarea în favoarea pretendentului, se poate crede ca din fundalul gineceului Theophano se înțelegea pe ascuns cu șefii revoltei. Deși numele său nu e pronunțat nicăieri, acestă femeie intrigantă și ambițioasă fusese sufletul însuși al marilor evenimente care se săvârșiseră. 
Oricum ar fi, la 16 august Nichiphor Phokas își făcu intrarea solemnă în Constantinopol. Călare, în mare costum imperial, el intră pe Poarta de Aur, primit de orașul întreg, salutat de aclamațiile populare ca salvatorul imperiului și al creștinătății. El ajunse apoi în Forul lui Constantin, unde se închină cu pietate în biserica Theotokos; apoi pe jos, solemn și precedat de Sfânta Cruce, el se duse la Sfânta Sofia și, primit de patriarh, merse, cu lumânările în mână să îngenuncheze la sfintele altare. Apoi, împreună cu Polyeuct se urcă în amvon și fu încoronat solemn basileu al Romanilor, ca asociat al celor doi împărați tineri, Vasile și Constantin. În sfârșit, intră în Palatul Sacru. Pentru a fi complet fericit, nu-i mai rămânea decât să obțină recompensa cea mai dulce promisă ambițiilor sale, aceea a cărei speranță îi înarmase brațul și-i arătase drumul: nu-i mai rămânea decât să se căsătorească cu Theophano.
Unii cronicari afirmă totuși că împărăteasa fu mai întâi îndepărtată din palat din ordinul noului stăpân. Dacă faptul este exact, nu era desigur decât o prefăcătorie: de mai multe luni cei doi aliați se înțeleseseră. Nichiphor, acest lucru nu e de loc îndoielnic, era îndrăgostit cu pasiune de tânăra femeie și pe deasupra și rațiunea de stat îl îndemna la o căsătorie care legitima în oarecare măsură uzurparea. Theophano, deși poate simțea puțin entuziasm pentru această nouă căsătorie, cum declară unii scriitori, știa însă din partea sa că era singurul mijloc de a păstra puterea și pentru aceasta era gata la orice. Cei doi parteneri se convinseră deci repede unul pe altul. La 20 septembrie 963, căsătoria fu celebrată cu solemnitate în Biserica cea Nouă.

## Raporturile cu Biserica
După ocuparea tronului și căsătoria lui, Nichiphor era în culmea bucuriei. Revenea la viață. Uita de severitatea, visurile mistice, promisiunile, pătruns cu totul de fericirea pe care i-o dădea posesiunea Theophanei. Dar prietenii săi călugării nu uitaseră ca el trecutul. Când, în singurătatea sa de la Athos, Athanasie află de nunta imperială, dezamăgit în speranțele sale și profund indignat, alergă la Constantinopol. Primit de împărat, el îl dojeni cu sinceritatea sa obișnuită și-i reproșă cu asprime lipsa lui de cuvânt și scandalul pe care-l provoca. Phokas se sili să-l liniștească pe călugăr. El îl convinse că nu pentru plăcerea sa primise tronul și jură că înțelegea să trăiască lângă Theophano ca un frate; îi promise că îndată ce afacerile publice îi vor permite va veni să întâlnească pe călugăr în mânăstirea lui. La aceste cuvinte frumoase el adăugă daruri bogate și Athanasie, puțin mai potolit, se întoarse la Sfântul Munte.
La Constantinopol, mirarea cauzată de căsătorie nu fu mai puțin violentă și scandalul mai mare. Patriarhul Polyeuct, se știe, era un om virtuos, sever fără îngăduința pentru slăbiciunile lumești, de care era complet desfăcut, îngrijindu-se numai de prescripțiile și de interesele Bisericii ale cărui păzitor era și punând în apărarea lor un curaj neîmblânzit, o îndărătnicie neînduplecată și o sinceritate de temut. Când ajunsese la patriarhat cel dintâi act al său fusese să certe sever pe împăratul Constantin al VIII-lea, așa, de credincios totuși și așa de respectuos față de lucrurile sfinte; de data aceasta, spiritul său rigid și pasionat se manifestă și mai violent. Aceasta nu pentru că ar fi fost ostil lui Nichiphor, nici cu scopul de a face opoziție unui uzurpator: în revoluția din 963 el se arătase foarte decotat lui Phokas și atitudinea lui nu contribuise puțin la căderea lui Bringas și la succesul rivalului său. Dar, în numele canoanelor, el credea intolerabilă căsătoria basileului văduv cu o prințesă tot văduvă; și hotărât, atunci când în Sfânta Sofia, Nichiphor voi, conform privilegiului său imperial, să intre în încăperea sfântă a iconostasului spre a primi împărtășania, prelatul îl îndepărtă de la masa sfântă și ca pedeapsă pentru a doua căsătorie îi interzise intrarea pentru un an. Cu toată supărarea sa, prințul trebui să cedeze în fața tăriei neînduplecate a patriarhului.
În curând se ivi o altă greutate. Polyeuct află că Nichiphor fusese nașul unuia din copii Theophanei. Ori, după regulile ecleziastice o înrudire spirituală de felul acesta era o pudică absolută pentru căsătoria contractată: pe față, fără nici o cruțare, patriarhul puse pe basileu să aleagă între despărțirea de Theophano și interdicție. Pentru un om credincios ca Phokas, o asemenea amenințare era un lucru cu totul grav. Totuși, carnea fu mai slabă. Nichiphor refuză să se despartă de Theophano, neezitând să dezlănțuie astfel un conflict de temut între Stat și Biserică. La sfârșit, totuși interveni o împăcare. Un preot veni să jure că nașul copilului fusese Bardas, tatăl împăratului, nu Nichiphor. Polyeuct vedea clar minciuna, dar el era părăsit de toți, chiar și de cler; cedă de nevoie și se prefăcu a crede ceea ce i se spunea.
Nichiphor al II-lea Phokas dorea să oprească dezvoltarea marii proprietăți ecleziastice și monastice, urmând exemplul lui Roman Lecapenos. Dar, în timp ce acesta din urmă nu făcuse decât să pună această problemă, Phokas promulga în 964, o lege specială contra creșterii marii proprietăți ecleziastice, unul dintre momentele cele mai îndrăznețe ale legislației bizantine. Marea proprietate religioasă se dezvolta aproape la fel de repede ca și marea proprietate laică, încontinuu alimentată de donațiile și legăturile bizantinilor pioși din toate clasele sociale. Noi mânăstiri se întemeiau, cu atribuirea de pământuri corespunzătoare. Fără îndoială, proprietatea pământească era în principiu subiectul impozitului, dar statul nu putea să aștepte aceleași prestații ca și de la alte forme de proprietate, derogând de la principiul obligației fiscale sub forma privilegiilor.
Într-o epocă în care se făcea simțită lipsa de teren arabil, creșterea marii proprietăți religioase era prejudicioasă pentru stat, în măsura în care ea se mărea în detrimentul unei proprietăți mai productive. Aceste considerații nu erau singurele care inspirau aceste măsuri; piosul împărat avea motive religioase și morale. El biciuia fără milă lăcomia, care transforma viața mânăstirilor într-o existență de teatru, dezonorantă pentru numele lui Christos.
Atribuirea de pământuri mânăstirilor, instituțiilor ecleziastice, ca și persoanelor religioase trebuia să înceteze. Era interzisă întemeierea de noi mânăstiri și clădiri ecleziastice, dictate cel mai adesea de vanitate. Cel care dorea să ajute biserica trebuia să contribuie la restaurarea vechilor clădiri, dar fără donații de terenuri. Era autorizată vânzarea bunului către orice proprietar laic, deci, chiar și unui aristocrat. Din contră, ridicarea de lavre era mai mult decât permisă, fiind lăudată chiar. Această lege îndrăzneață nu va rămâne multă vreme în vigoare, dar arunca o lumină sugestivă asupra principiilor fundamentale ale politicii împăratului, cât și asupra pietății sale purificatoare.

## Campaniile militare din Orient
Împăratul Nichiphor al II-lea Phokas își continua cuceririle inaugurate din timpul lui Romanos II Nobilul. Primii doi ani ai domniei sale vor fi consacrați războiului în munții din Cilicia, un război epuizant, ale cărui centre-Tarsa și Mopsuestria-constituiau punctul central. Cele două centre nu vor cădea decât în vara anului 965. În același an, Ciprul era ocupat de flota Bizantină. Era o nouă și importantă consolidare a puterii maritime a statului bizantin. Dar cucerirea Ciliciei și a Ciprului pregătea marea lovitură a lui Phokas: campania din Siria. Din oct 966, împăratul era sub zidurile Antiochiei, trebuind să se retragă fără nici un rezultat. El nu va reapărea în Siria decât în 968, avansând către sud de a lungul litoralului, cucerind orașele unul după altul, apoi se va întoarce către Antiochia. În ciuda întregii desfășurări de forțe, asaltul era prea lung și împăratul reintra în Constantinopol; în absența sa, la 29 octombrie 969, generalii Petru Phokas și Mihail Burtzes puneau stăpânire pe capitala siriană. Câteva luni mai târziu, cădea la rândul său Alepul al cărui emir, trebuia să semneze cu Imperiul Bizantin o pace umilitoare.O parte a Siriei, împreună cu Antiochia era atașată imperiului; o altă parte, cu Alepul, recunoștea suzeranitatea Bizanțului.

## Relațiile cu Vestul Europei
Epoca puternicei expansiuni a hegemoniei bizantine este și cea de renovare a Imperiului occidental. Renaște rivalitatea între cele două imperii, fondată ideologic pe exclusivismul ideii imperiului și pe pretenția celor două împărății de a moșteni Roma, întemeiată politic pe interesele contradictorii ale celor două puteri în Italia de sud. Otto I, care cu un an înainte de înscăunarea lui Phokas, primise la Roma coroana imperială și-și supusese aproape toată Italia, trimitea în jurul anului 968 o ambasadă la Constantinopol în vederea unui angajament amiabil asupra posesiunilor italiene care îi lipseau. Ambasadorul său, episcopul de Cremona, Liutprand, care venise în capitala bizantină încă din timpul domniei lui Constantin al VII-lea, în 949, cu o misiune a lui Berenger al II-lea, prezenta guvernului bizantin planul unei uniuni matrimoniale între fiul lui Otto și o soră a tinerilor împărați ai Bizanțului, care primea în dar posesiunile bizantine din Italia meridională. Această propunere avea la Bizanț un efect de bravadă. Evenimentele recente din Occident îi apăreau suveranului bizantin ca atentate la interesele și la demnitatea imperiului său. Că Otto luase coroana, că era stăpânul Romei și al Bisericii romane, că stăpânea aproape toată Italia, că se aliase cu prinții din Capua și din Benevent, vasali ai Imperiului Bizantin și că lansase chiar un atac împotriva orașului bizantin Bari, toate acestea îl iritaseră la extrem pe împăratul bizantin, căruia succesele ultimelor sale expediții din Orient îi dăduseră un sentiment extraordinar de putere și de mândrie. Ambasadorul lui Otto cel Mare era tratat la Constantinopol ca un prizonier și nu ca un împărat, nici ca un roman, ci ca un simplu rege barbar, neputându-se pune problema unei căsătorii între fiul unui suveran barbar și fiica unui împărat porphyrogenet.

## Relațiile cu Bulgaria
Bulgariei vecine semnificația marii dezvoltări a statului bizantin îi scăpase. După cucerirea Ciliciei și a Ciprului, în toamna anului 965, o ambasadă bulgară sosea la Constantinopol pentru a reclama sumele de bani livrate de guvernele precedente. Împăratul va distruge câteva fortărețe de la frontiera bulgară, dar va renunța la ostilitățile cu Bulgaria pentru a nu se îndepărta de planurile sale orientale, cerând prințului rus Sviatoslav să-și regleze conturile cu bulgarii. Apelul împăratului bizantin atingea puternic pe fii belicoși ai neofitului și pe prietena Bizanțului, Olga, mama lui Sviatoslav, care distrusese regatul Khazarilor și se crease o putere enormă. În 968, Sviatoslav apărea pe Dunăre, învingând Bulgaria epuizată intern, nu pentru a face un serviciu împăratului, ci pentru a-și stabili suveranitatea pe Dunăre. Un atac al pecenegilor contra Kiev-ului îl obliga pe Sviatoslav să-și recâștige țara în 969, dar reapărea în vara aceluiași an devenind stăpânul Bulgariei și făcându-l prizonier pe țarul Boris al II-lea, fiul lui Petru care murise între timp. Phokas era forțat să recunoască faptul că înlocuise un adversar slab cu un dușman puternic și periculos. El căuta, de altfel să se alieze cu bulgarii contra lui Sviatoslav și mergea până la a proiecta o căsătorie a celor doi prinți bizantini cu cele două prințese bulgare.

## Decăderea
Când în 964 pleca la război, o lua pe Theophano cu el, în tabără și poate pentru prima dată în cursul lungii sale cariere militare întrerupse brusc campania începută, pentru a se întoarce mai repede lângă ea.
Dar, în fond, acest, soldat bătrân nu era de loc un om de curte. După un scurt moment dăruit pasiunii sale, războiul, cealaltă dragoste, puse iar stăpânire pe sufletul său și fiecare an îl văzu de acum încolo plecând spre hotare, unde avea să se lupte cu arabii, cu bulgarii cu rușii: și acum nu a mai luat-o pe Theophano cu el. Își dădea toată osteneala să-și îndeplinească conștiincios meseria de împărat și prin aceasta, puțin câte puțin, prințul așa de aclamat odinioară deveni din ce în ce mai nepopular. Poporul strivit de impozite murmura; clerul, ale cărui privilegii Nichiphor le restrângea, călugării, a căror bogăție pământească prea mare voia s-o reducă nu-și ascundeau nemulțumirea; patriarhul era fățiș împotriva lui. În capitală izbucniră mișcări. Nichiphor fu insultat de populație, se aruncă în palatul lui cu pietre; și cu tot sângele rece admirabil pe care-l arătă în această împrejurare, puțin a trebuit ca să-și piardă viața, dacă intimii nu l-ar fi scăpat la timp. În sfârșit fu din nou apucat de acele accese de religiozitate mistică, ce-l tulburau odinioară: devenise trist, nu voia să se mai culce în palatul imperial și dormea într-un colț, întins pe o pile de panteră unde i se punea o perină de purpură și din nou își puse pe pile cămașa aspră a unchiului său Maleinos. Avea sufletul neliniștit, tulburat, preocupat; se temea pentru siguranța sa și-și făcuse o cetățuie din palatul Bucoleon. Fără îndoială, o adora mereu pe Theophano și rămânea, mai mult decât era prudent și rațional supus influenței ei dulci și tainice. Dar între soldatul aspru și prințesa elegantă contrastul era prea mare. El o plictisea și ea se plictisea. Aceasta trebuia să aibă urmări grave.
Nichiphor avea un nepot, Ioan I Tzimiskes. Era un om de 45 de ani dar bine făcut și foarte elegant. Avea tenul alb, ochii albaștrii, părul blond-auriu îi încadra obrazul, barba roșcată, nasul mic și încântător, o privire îndrăzneață care nu se temea de nimic și nu se apleca înaintea nimănui. Puternic, îndemânatic, sprinten, generos și măreț pe deasupra, pe lângă aceasta puțin iubitor de petreceri, el era grozav de seducător. În plictiseala în care își târa existența sa, el plăcu desigur, Theophanei. Și atunci, pasiunea o duse spre crimă. Tzimiskes era ambițios; era de altfel foarte supărat de dizgrația care îl lovise; în urma unui accident de război, fusese destituit din funcția de comandant al gărzilor din orient de către împărat și invitat să se retragă pe proprietățile lui; acesta nu se gândea decât să se răzbune de o insultă pe care o credea nemeritată. În ce o privește pe Theophano, era mai mult decât dezgustată de Nichiphor; înțelegerii de altădată îi urmase ura și bănuielile; împărăteasa ajunsese până acolo încât părea că se teme ca împăratul să nu încerce ceva împotriva copiilor ei. Mai mult încă, îi era tot mai greu să fie despărțită de amantul ei; Tzyimiskes pare să fi fost în adevăr marea și fără îndoială, singura dragoste adevărată a vieții ei. În aceste condiții ea alunecă fără să-și dea seama către cea mai îngrozitoare nelegiuire. De când se întorsese din Siria, la începutul anului 969, Nichiphor era chinuit de presimțiri întunecoase. Simțea urzindu-se în jurul său comploturi în umbră. Moarte bătrânului său tată, cezarul Bardas Phokas, îi spori și mai mult tristețea. Totuși el iubea mereu pe Theophano. Aceasta uză cu perfidie de influența ei pentru a-l rechema pe Tzimiskes la curte. Ea arătă împăratului cât era de supărător să se lipsească de serviciile unui astfel de om și foarte dibace spre a goni din mintea lui Nichiphor bănuielile pe care le-ar fi putut deștepta această simpatie prea fățișă pentru Ioan, plănui să-l însoare cu una din rudele sale. Ca totdeauna, basileul cedă dorințelor soției. Această aștepta și ea. Ioan apăru din nou la Constantinopol, mulțumită înțelegerii aranjate cu abilitate de Theophano în anturajul ei cei doi amanți se întâlniră chiar în palat, fără ca Nichiphor să bănuiască ceva și puseră la cale complotul. Nu era vorba de altceva decât de asasinarea basileului. Ioan găsi ușor complici printre generalii nemulțumiți; între conspiratori, între Tzimiskes și împărăteasă, avură loc numeroase discuții; în sfârșit, grație complicității gineceului, oamenii înarmați fură introduși în palat și ascunși în apartamentele Augustei. Era în primele zile ale lui decembrie, povestește Leon Diaconul, care ne-a lăsat o istorisire foarte surprinzătoare a dramei. Omorul fusese fixat pentru noaptea de 10 spre 11. În ziua precedentă, mai mulți conjurați, deghizați în haine femeiești pătrunseseră în Palatul Sacru cu ajutorul împărătesei. De data aceasta i se dăduse împăratului o înștiințare misterioasă și Nichiphor puse să se cerceteze apartamentul femeilor, dar fie că s-a căutat superficial fie că n-au vrut să găsească nimic, n-au descoperit pe nimeni. Între timp venise noaptea: pentru a lovi, nu așteptau decât pe Tzimiskes. Conspiratorii avură atunci o teamă: dacă împăratul se închidea în camera lui, dacă trebuia forțată ușa, dacă se deștepta din pricina zgomotului, totul va fi pierdut. Theophano, cu un sânge rece care înspăimântă, se însărcină să îndepărteze obstacolul. Târziu ea se duse în apartamentul lui Nichipfor și stătu cu el de vorbă prietenește; apoi, sub motiv că se duce să mai vadă pe câteva tinere femei bulgare venite în vizită la Palat ea ieși spunând că se întoarce îndată și rugând pe bărbatul său să lase ușa deschisă: se însărcină s-o închidă ea la întoarcere. Nichiphor spuse da, și rămas singur se rugă, apoi adormi.
Era aproape 11 noaptea. Afară ningea și peste Bosfor sufla un vânt prevestitor de furtună. Într-o barcă mică, Ioan Tzimiskes ajunse pe plaja pustie care se întindea sub zidurile castelului imperial Bucoleon. Cu ajutorul unui coș legat cu o frânghie, fu tras în gineceu și conspiratorii, cu șeful în frunte pătrunseră în camera suveranului. Acolo urmă un scurt moment de spaimă: patul era gol. Dar un eunuc din gineceu, care cunoștea obiceiurile lui Nichiphor, arăta conspiratorilor pe basileu întins într-un colț dormind pe pielea de panteră. Ei se aruncară furioși asupra lui. Phokas se deșteptă de zgomot și se ridică. Cu o lovitură puternică de sabie unul din conspiratori îi crăpă capul din creștet până la sprânceană. Plin de sânge nenorocitul striga: Theotokos, ajută-mă Fără să-l audă, criminalii îl târăsc la picioarele lui Tzimiskes care îl înjură în mod grosolan și cu un gest brutal îi smulge barba, după exemplul șefului lor, toți tabără asupra nenorocitului pe jumătate mort. În sfârșit Ioan îl doboară cu o lovitură de picior și scoțând spada îi dă o lovitură puternică în craniu cu o ultimă lovitură, altul din asasini îl doboară. Împăratul cade mort, scăldat în sânge.
La zgomotul luptei, soldații din gardă aleargă în sfârșit prea târziu. Pe fereastră intre torțe li se arată capul tăiat și însângerat al stăpânului lor. Acest spectacol tragic potoli deodată orice încercare de rezistență. Poporul făcu întocmai ca și împărăteasa: se dădu de partea lui Tzimiskes și l aclamă împărat.

## Situația după asasinat
Patriarhul Polyeuct deși era certat pe față cu răposatul Nichephor Phokas, totuși atunci când Ioan Tzimiskes apăru la porțile Sfintei Sofia pentru a fi încoronat în Marea Biserică, neînduplecat, prelatul nu-l lăsă să intre, plin de sângele rudei și stăpânului său și-i declară că nu va putea pătrunde sub bolțile sfinte atâta vreme cât asasinii nu vor fi pedepsiți și Theophano nu va fi alungată din palat. Între tron și amantă, Tzimiskes nu ezită nici o clipă. El negă, cu nerușinare, participarea lui la crimă și pentru a se dezvinovăți mai bine, conform ordinelor lui Polyeuct, denunță pe complici și o sacrifică pe Theophano. Ea visase să se căsătorească cu omul pe care-l iubea, să împartă cu el această putere care-i era așa de scumpă; însuși amantul îi hotărî căderea; el o trimise în exil în insulele Prinkipo, într-una din mânăstirile de la Proti.
Dar energică cum era și simțindu-se mereu frumoasă avea abia 29 de ani-Theophano nu voi de loc să se resemneze cu dizgrația. Câteva luni mai târziu fugea din închisoare și se refugia în azilul Sfintei Sofia. Dar ministrul atotputernic, care conducea politica noii domnii, parakimomenul Vasile, zădărnicii încercarea îndrăzneață a seducătoarei suverane. Fără să respecte sfințenia locului, el puse să o scoată din Marea Biserică și hotărî să fie trimisă în Armenia, într-un exil mai îndepărtat. Tot ceea ce obținuse înainte de plecare fu să mai vadă o dată pe omul pentru care sacrificase totul și care o părăsea. Această întrevedere supremă, la care parakimomenul avu precauția să asiste a fost se pare, de o extremă violență. Theophano îl insultă pe Tzimiskes cu cruzime apoi în culmea mâniei se aruncă asupra ministrului cu pumnii strânși. Trebui scoasă cu forța din sala de audiență.
Ea a fost rechemată din exil după ce Tzimiskes muri în anul 976. Dar fie ca mândria ei fusese sfărâmată și ambiția stinsă, fie mai curând ca parakimomenul Vasile rămas atotputernic pusese această condiție pentru întoarcerea ei, se pare că ea n-a mai jucat nici un rol în stat. Muri în mod obscur în palat, nici nu se știe la ce dată.
1. ↑  Nikephoros II Phokas, SNAC, accesat în 9 octombrie 2017
2. 1 2  Encyclopædia Britannica Online
3. ↑  „Nicefor al II-lea Focas”, Gemeinsame Normdatei, accesat în 12 august 2015
4. ↑   http://www.britannica.com/EBchecked/topic/413989/Nicephorus-II-Phocas Lipsește sau este vid: |title= (ajutor)
5. ↑  C. W. C. Oman - Byzantine Empire (în engleză)
6. ↑   http://homepages.rootsweb.ancestry.com/~cousin/html/p325.htm Lipsește sau este vid: |title= (ajutor)
7. ↑   http://asiaminor.ehw.gr/forms/fLemmaBodyExtended.aspx?lemmaID=8634 Lipsește sau este vid: |title= (ajutor)
8. ↑   http://www.forumancientcoins.com/gallery/thumbnails.php?album=3894 Lipsește sau este vid: |title= (ajutor)
9. ↑   http://en.citizendium.org/wiki/Byzantine_Imperial_Court Lipsește sau este vid: |title= (ajutor)
10. ↑  The Peerage
11. ↑  IdRef, accesat în 21 martie 2020